# ブラタン湖
ブラタン(Bratan)湖は、バリ島中央部の山岳地帯にある湖。湖畔一帯は「ブドゥグル」と呼ばれる観光地域になっているが、行政的にはバリ州タバナン県バトゥリティ郡チャンディクニン村に属する。境内の一部が湖上にあるウヌン・ダヌ・ブラタン寺院や、ウォーター・レジャー（タマン・レクレアシ・ブドゥグル）で知られる。

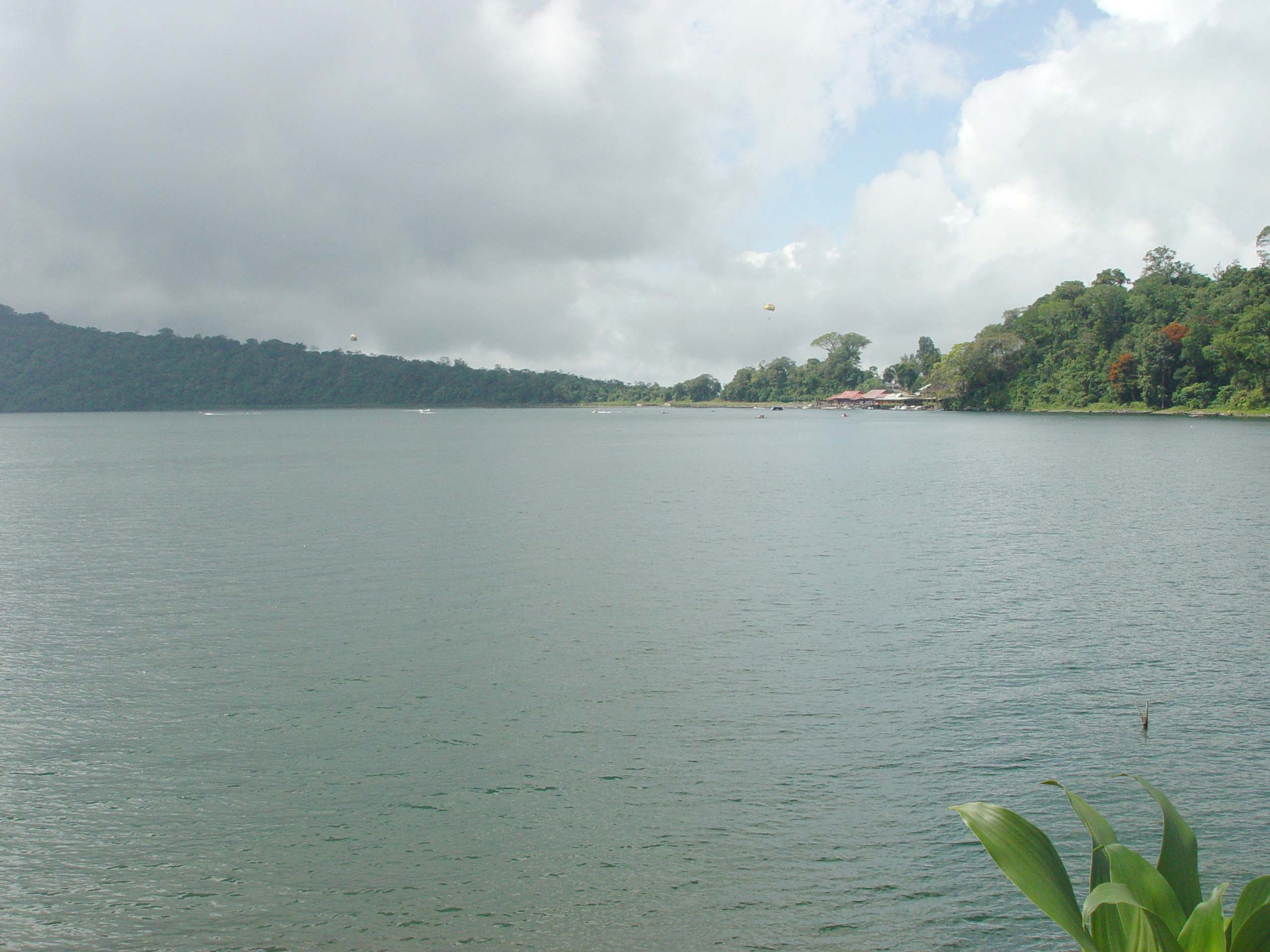
西岸から東岸を望む
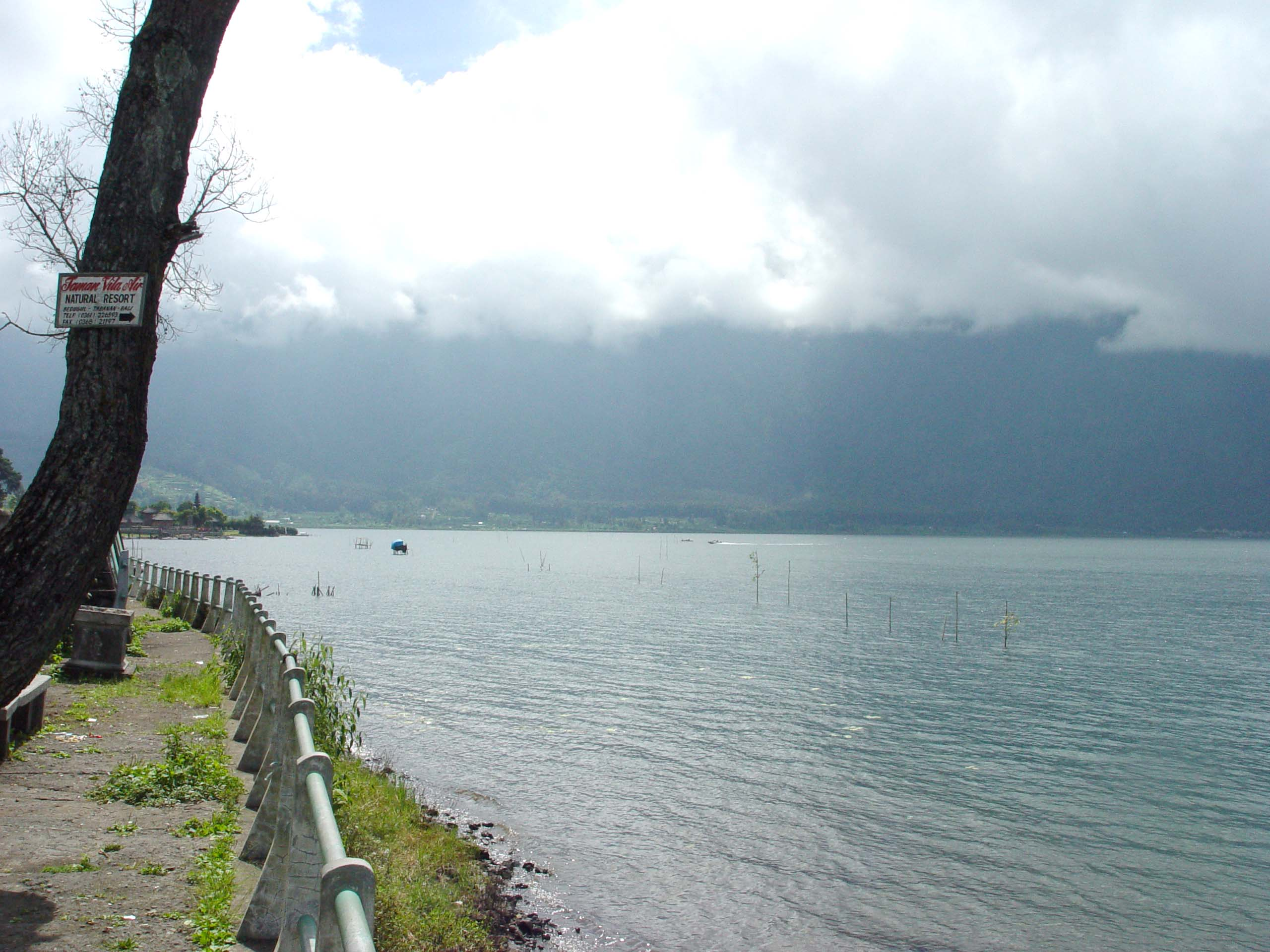
西岸
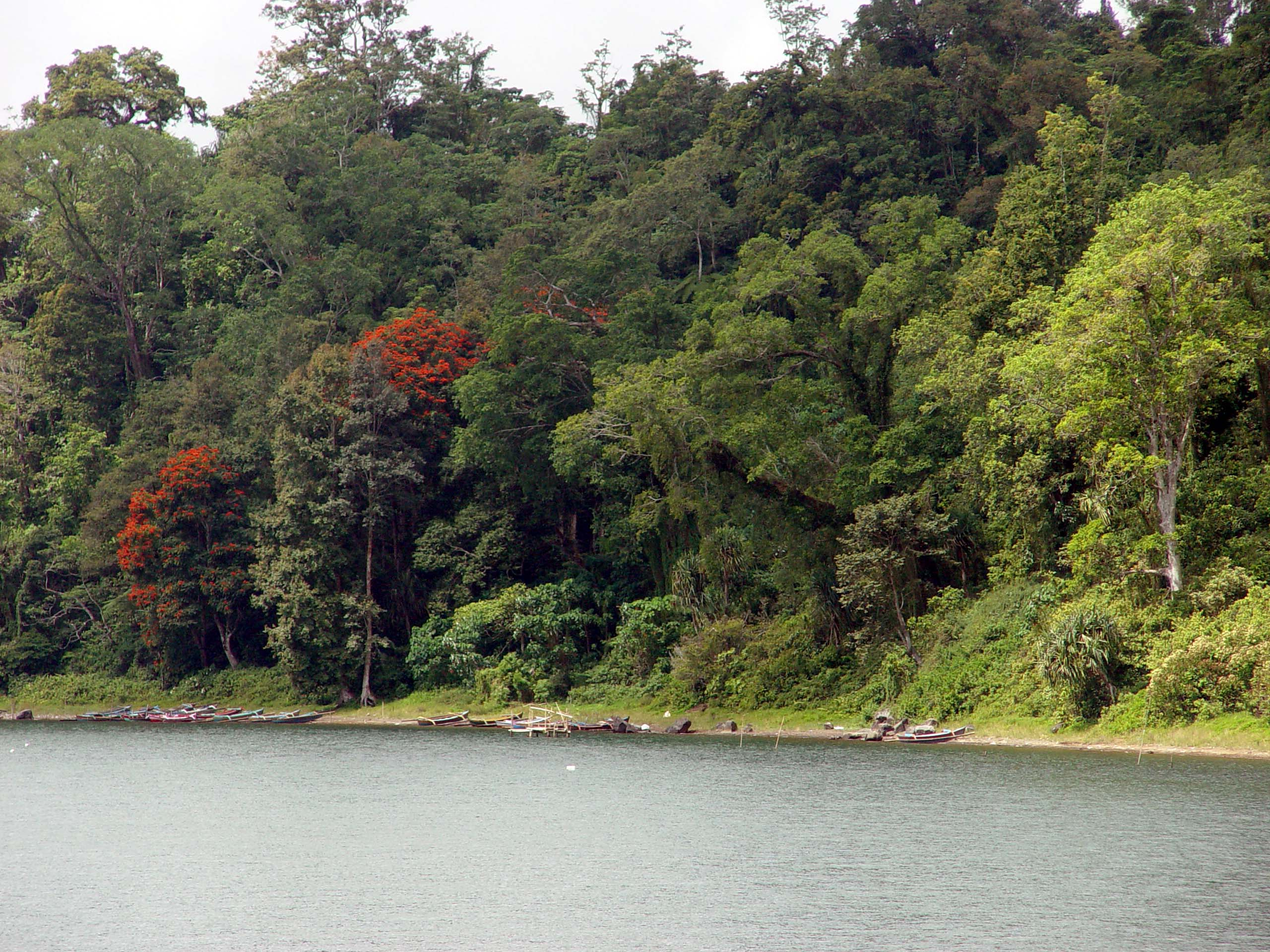
南岸